# Adolf Trowitz
Adolf Eduard Trowitz (Dessau, 24 septembre 1893 – Hambourg, 3 janvier 1978) est un Generalmajor allemand qui a servi au sein de la Heer dans la Wehrmacht pendant la Seconde Guerre mondiale.
Il a été récipiendaire de la Croix de chevalier de la Croix de fer. Cette décoration est attribuée pour récompenser un acte d'une extrême bravoure sur le champ de bataille ou un commandement militaire avec succès.

## Biographie
Adolf Trowitz s'engage le 23 mars 1914 dans l'armée prussienne en tant que porte-drapeau. Fils d'un pharmacien, il rejoint le 20e régiment d'artillerie à pied. Lorsque la Première Guerre mondiale éclate, il est envoyé au front avec la 3e batterie de son régiment. Il y est promu lieutenant sans brevet le 28 décembre 1914. En mars 1915, il est muté comme officier de batterie à la 1re batterie du 54e bataillon d'artillerie à pied. En octobre 1915, il est nommé adjudant de la première section du 4e régiment d'artillerie à pied (de). 
Adolf Trowitz est capturé par les forces soviétiques en juillet 1944 pendant l'opération Bagration et reste en captivité jusqu'en 1955.

## Décorations
- Croix de fer (1914)
  - 2e Classe
  - 1re Classe
- Croix d'honneur
- Agrafe de la Croix de fer (1939)
  - 2e Classe
  - 1re Classe
- Médaille du Front de l'Est
- Croix allemande en Or (8 juin 1942)
- Croix de chevalier de la Croix de fer
  - Croix de chevalier le 21 février 1944 en tant que Generalmajor et commandant de la 57. Infanterie-Division[1]